# 竜禅寺
竜禅寺（りゅうぜんじ）は、茨城県取手市にある天台宗の仏教寺院。米井山無量寿院と号す。

## 概要
天台宗の古刹で守谷市の西林寺の末寺。山号は「平将門が武運長久を祈願しに詣でたところ、堂前の井戸から米が噴出した」との伝承によるもので、古くから将門伝説と結びついていた。創建年ははっきりしないが、明治28年(1895年)の『古寺取調書』には、延長2年(924年)に伝誉大阿闍梨が三仏堂を道場として開いて、承平(937年)に平将門が仁王門と鐘楼を寄進して盛り立てたとある。また、弘化2年(1845年)に書かれた『下総旧事考』には「相伝平将門創建」と記される。
境内には本堂、三仏堂(後述)、太子堂、鐘楼などがある。本尊は阿弥陀如来、脇侍は十一面観音と地蔵菩薩。また三仏堂には一木から造立されたと伝える釈迦如来・阿弥陀如来・弥勒菩薩を祀る。

## 沿革
平安時代の延長2年の創建または、承平7年に平将門が創建とも言われる。
将門の死後に荒廃したが、建久3年(1192年)に源頼朝が千葉常胤に命じて修復した。
慶安2年(1649年)に徳川家光朱印状により19石3斗の朱印地を賜る。
明治21年(1888年)に内務省から保存金100円の交付を受けて修理。
昭和60年1月から昭和61年10月にかけて三仏堂の解体修理が行われ、創建当時の姿に復された。

## 文化財

### 重要文化財（国指定）
- 三仏堂 - 名称は釈迦如来、阿弥陀如来、弥勒如来の三尊を祀ることによる。三尊はそれぞれ過去、現在、未来を意味するとされる。江戸時代以降の度重なる修復により大きく外観が変わっていたが、昭和60年から行われた解体修理で、創建当初の姿に復元された。この修理で室町時代の永禄12年(1569年)の墨書のある木札が発見された。取り付け場所より建立後に取り付けられたものと考えられる。

屋根は寄棟造で茅葺。桁行三間、梁間四間（「間」は長さの単位ではなく柱間の数を表す）の三間堂で、正面寄りの梁間一間が外陣、それより後方を内陣とする。内陣の背面と両側面の3方に裳階が付き、背面の裳階は内陣に取り込まれている。内陣奥側に来迎壁を設け、須弥壇を構える。外陣回りの3方に縁を回し、正面は切込み階段。身舎は総円柱。組物は出組で、正面と背面は詰組とするが、両側面は中備に蟇股を備える。組物や頭貫の木鼻、須弥壇には禅宗様の影響がみられる。
3方のみに裳階をつける形式は、同時代の仏堂に類例がなく貴重である。禅宗様に和様を加えた地方色濃厚な折衷様からなり、部材の残存率がきわめて高く、加工の痕跡が明瞭である。昭和51年（1976年）05月20日指定。。

## 参考資料
- 国指定重要文化財　竜禅寺三仏堂 - 取手市教育委員会作成の資料
- 取手市史編さん委員会『取手市史 社寺編』取手市教育委員会、1988年。